# Cayey
Cayey (spanskt uttal: [kaˈʝei]) är en bergskommun i centrala Puerto Rico belägen på öns centrala bergskedja, norr om Salinas och Guayama; söder om Cidra och Caguas; öster om Aibonito och Salinas; och väster om San Lorenzo. Kommunen räknas statistiskt med i storstadsregionen San Juan-Caguas-Guaynabo.

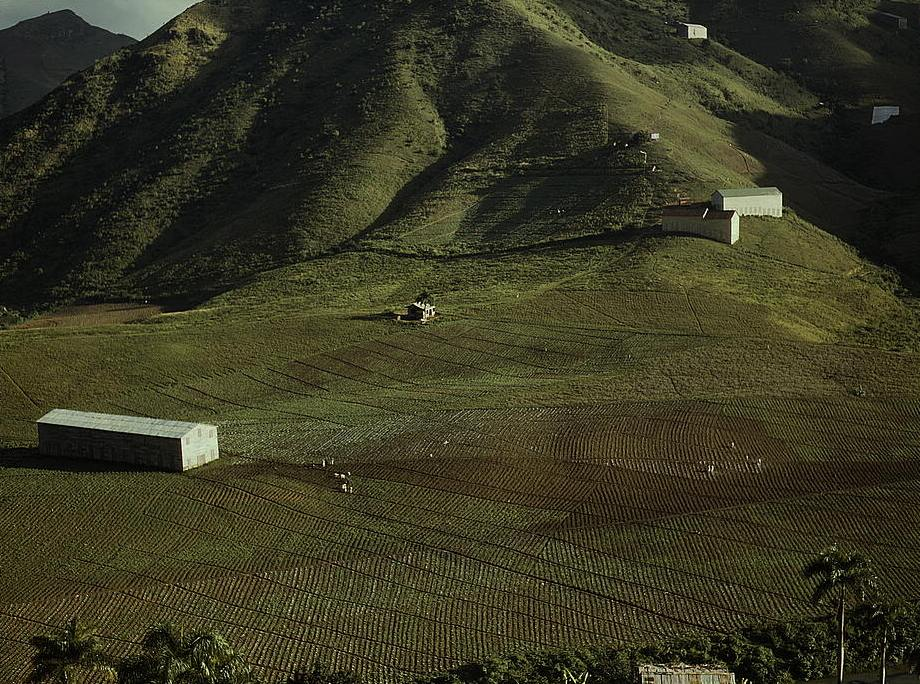
Tobaksodling 1941

## Historia
Cayey grundades 17 augusti 1773 av Juan Mata Vázquez, som blev stadens första borgmästare. Det sägs att Cayey har fått sitt namn från taíno-språkets ord för "vattenställe". Des ursprungliga namn var "Cayey de Muesas". Orten ligger i en dal i Puerto Ricos centrala bergsområde, "La Cordillera Central".

## Ekonomi
Cayeys ekonomi ända från dess grundande baserad på odling av tobak, sockerrör och frukt.

## Geografi

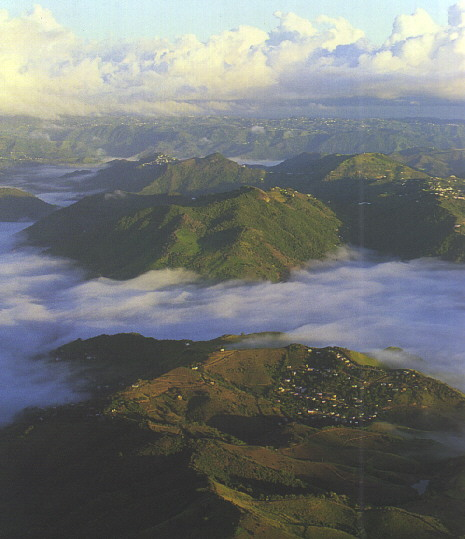
Dimma i Cayey.

Cayey ligger i en dal omgiven av bergskedjan "La Sierra de Cayey", där Carite skogsreservat också ligger, och "Cordillera Central", en bergskedja  som täcker större delen av centrala Puerto Rico. Cayey är känt för sina berg, milda klimat och dimmiga morgnar, särskilt under vintern. Under spanska kolonialstyret skickades nyanlända spanska soldater till Cayey, då det milda klimatet påminde mer om det hemma i Spanien, för att stegvis vänja sig vid det tropiska vädret. På vintern är det inte ovanligt att temperaturen sjunker under 15 grader.
- Vattendrag: Río Grande de Loíza, Río Guavate, Río Jájome, Río de la Plata och Río Maton.

## Flora och fauna

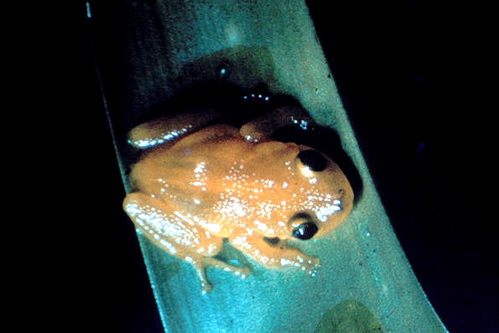
Eleutherodactylus jasperi.

Eleutherodactylus jasperi (spanska: Coquí dorado) är en akut hotad grodart endemisk för Puerto Rico. De har setts vid "Sierra de Cayey" mellan 647 och 785 meter över havet.

## Turism

### Sevärdheter
- Comsat Station.
- Guavate.
- Ramón Frade-museet.
- Sismograph.
- Brisas De Cayey.
- Monumento al Jíbaro Puertorriqueño.
- Monumento a Los Tres Reyes Magos.
- Tetas de Cayey.
- Carite Forest.
- Charco Azul.
- Lago Carite.
- Coca Cola Companys buteljeringsanläggning
- Escuela de Bellas Artes.
- El Salón de La Fama del Deporte.
- El Faro del Saber.
- Puerto Ricos universitet, Cayeys Campus.
- Museo de Arte Pio López.
- Pedro Montañez Municipal Stadium.
- Stadsteatern.
- Banda Municipal de Cayey.
- Tuna de Cayey.

## Demografi
| Etnicitet – Cayey, Puerto Rico – folkräkningen 2000 | Etnicitet – Cayey, Puerto Rico – folkräkningen 2000 | Etnicitet – Cayey, Puerto Rico – folkräkningen 2000 |
| Etnicitet                                           | Invånare                                            | % av invånarna                                      |
| --------------------------------------------------- | --------------------------------------------------- | --------------------------------------------------- |
| Vita                                                | 41 771                                              | 88,2%                                               |
| Svarta/Afroamerikaner                               | 1 834                                               | 3,9%                                                |
| Nordamerikanska indianer                            | 89                                                  | 0,2%                                                |
| Asiater                                             | 64                                                  | 0,1%                                                |
| Ursprungsbefolkning från Stilla havet               | 24                                                  | 0,1%                                                |
| Annan etnicitet                                     | 2,602                                               | 5,5%                                                |
| Två eller fler etniciteter                          | 986                                                 | 2,1%                                                |

## Hälsa
- Sjukhuset Menonita de Cayey
- Sjukhuset Municipal de Cayey

## Kända personligheter från Cayey
- Alexis & Fido, reggaeton-grupp
- Raymond Arrieta, komiker
- Hiram Burgos, professionell basebollspelare
- Ramón Frade, konstnär
- Luis Guzmán, skådespelare
- Jorge Lopez, basebollspelare (födelseort)
- Alberto Mercado, boxare, (bostadsort)
- Pedro Montañez, boxare
- Joseph O. Prewitt Díaz, psykolog
- Amazing Red, professionell brottare
- Zuleyka Rivera, Miss Puerto Rico Universe 2006, Miss Universum 2006
- Marcelino Sánchez, skådespelare
- Wisin & Yandel, reggaeton-grupp
- Jose Ortiz, basketspelare